# Шмид (полуостров)
Шмид (на руски: Шмидта полуостров) е полуостров в крайната северна част на остров Сахалин, влизащ административно в състава на Сахалинска област на Русия. Вдава се на 50 km навътре във водите на Охотско море. Ширина до 30 km в средната част. На юг чрез тесния Охински провлак се свързва с останалата част на остров Сахалин. По цялото му протежение се простират две ниски успоредни възвишения – Западно (по-ниско) и Източно (по-високо), разделени от блатистата Пил-Диановска низина. Максимална височина в масива Три Братя – връх Първи Брат 623 m. Покрит е с лиственични и смърчови гори. Наименуван е в чест на руския ботаник и геолог от немски произход Фьодор Шмид, ръководител на Амуро-Сахалинската експедиция през 1859 – 1862 г.